# Роуминг
Роуминг (на английски: roaming, от глагола roam – скитам, бродя) e телекомуникационна услуга, предоставяща възможност на абонат на даден мобилен оператор да използва всички достъпни от него услуги на територия, обслужвана от друг мобилен оператор в друга държава. Когато се активира картата, тази услуга не е налична с цел да не злоупотребява. След като има платени 3 месечни сметки, тогава абонатът може да я заяви при съответния мобилен оператор. При напускане на страната задължително трябва да бъде активирана тази услуга, в противен случай не може да осъществявате разговори в чужбина.
В Теленор задължително трябва да има 6 платени фактури.
От 15 юни 2017 г., роумингът в страните от Европейския съюз се заменя с услугата „роуминг като у дома“. Новите правила на ЕС включват гласовите повиквания, СМС и услугите за данни.